# مافلار
مافلار (ارمنی: Մաֆլար) یک منطقه مسکونی در ارمنستان است که در استان تاووش واقع شده‌است. مافلار در کیلومتری ایجوان، مرکز استان تاووش واقع شده‌است.

## خصوصیات
مافلار - نفر جمعیت دارد و در ارتفاع متر بالاتر از سطح دریا قرار گرفته‌است.